# 안동 봉정사 극락전
안동 봉정사 극락전(安東 鳳停寺 極樂殿)은 경상북도 안동시 서후면 봉정사에 있는 고려시대의 건축물로 대한민국의 국보 제15호이다. 극락전은 영주시의 부석사와 함께 한국에 남아 있는 가장 오래된 목조건축물이다. 건립 시기는 주심포식인 점에서 고려 중기로 보는 견해와 고려 말기로 추측하는 두 가지 견해가 있다. 정면 3칸, 측면 4칸의 단층 맞배지붕, 주심포의 건물이다.

## 개요
천등산 기슭에 있는 봉정사는 통일신라 대 신문왕 의상대사가 지었다고 전한다. 부석사를 세운 의상대사가 부석사에서 종이로 봉황새를 만들어 날려 보냈는데, 그 새가 내려앉은 자리에 절을 짓고 봉정사라 이름지었다는 전설이 전하여 온다.
극락전은 원래 대장전이라고 불렀으나 뒤에 이름을 바꾸었다고 한다. 1972년 보수공사때 고려 공민왕 12년(1363)에 지붕을 크게 수리하였다는 기록이 담긴 상량문을 발견하였는데, 우리 전통 목조건물은 신축후 지붕을 크게 수리하기까지 통상적으로 100~150년이 지나야 하므로 건립연대를 1200년대 초로 추정할 수 있어 우리나라에서 가장 오래된 목조 건물로 보고 있다.
앞면 3칸·옆면 4칸 크기에, 지붕은 옆면에서 볼 때 사람 인(人)자 모양을 한 맞배지붕으로 꾸몄다. 기둥은 배흘림 형태이며, 처마 내밀기를 길게하기 위해 기둥위에 올린 공포가 기둥 위에만 있는 주심포 양식이다. 건물 안쪽 가운데에는 불상을 모셔놓고 그 위로 불상을 더욱 엄숙하게 꾸미는 화려한 닫집을 만들었다. 또한 불상을 모신 불단의 옆면에는 고려 중기 도자기 무늬와 같은 덩굴무늬를 새겨 놓았다.
봉정사 극락전은 통일신라시대 건축양식을 본받고 있다.

## 사진

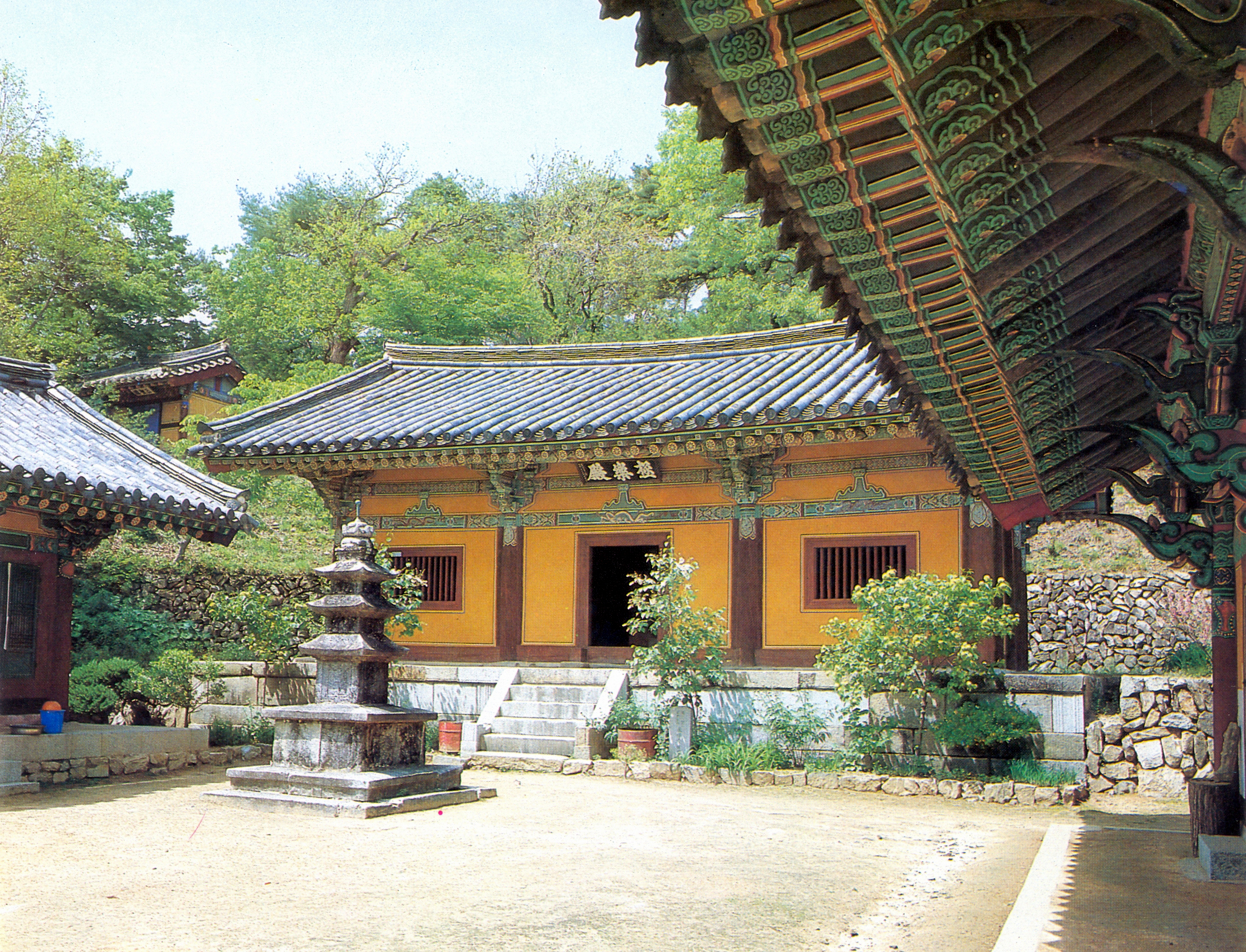
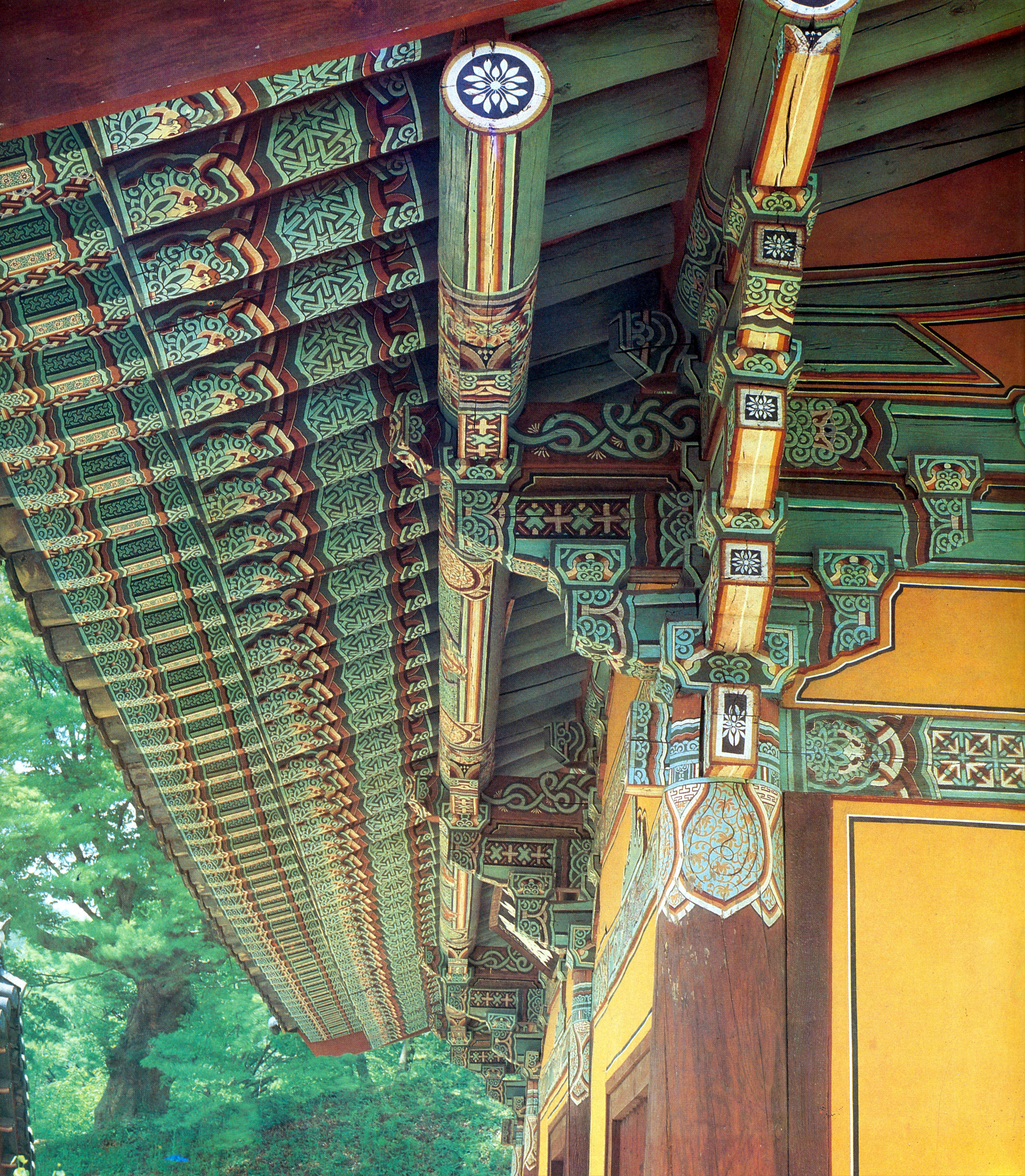
처마
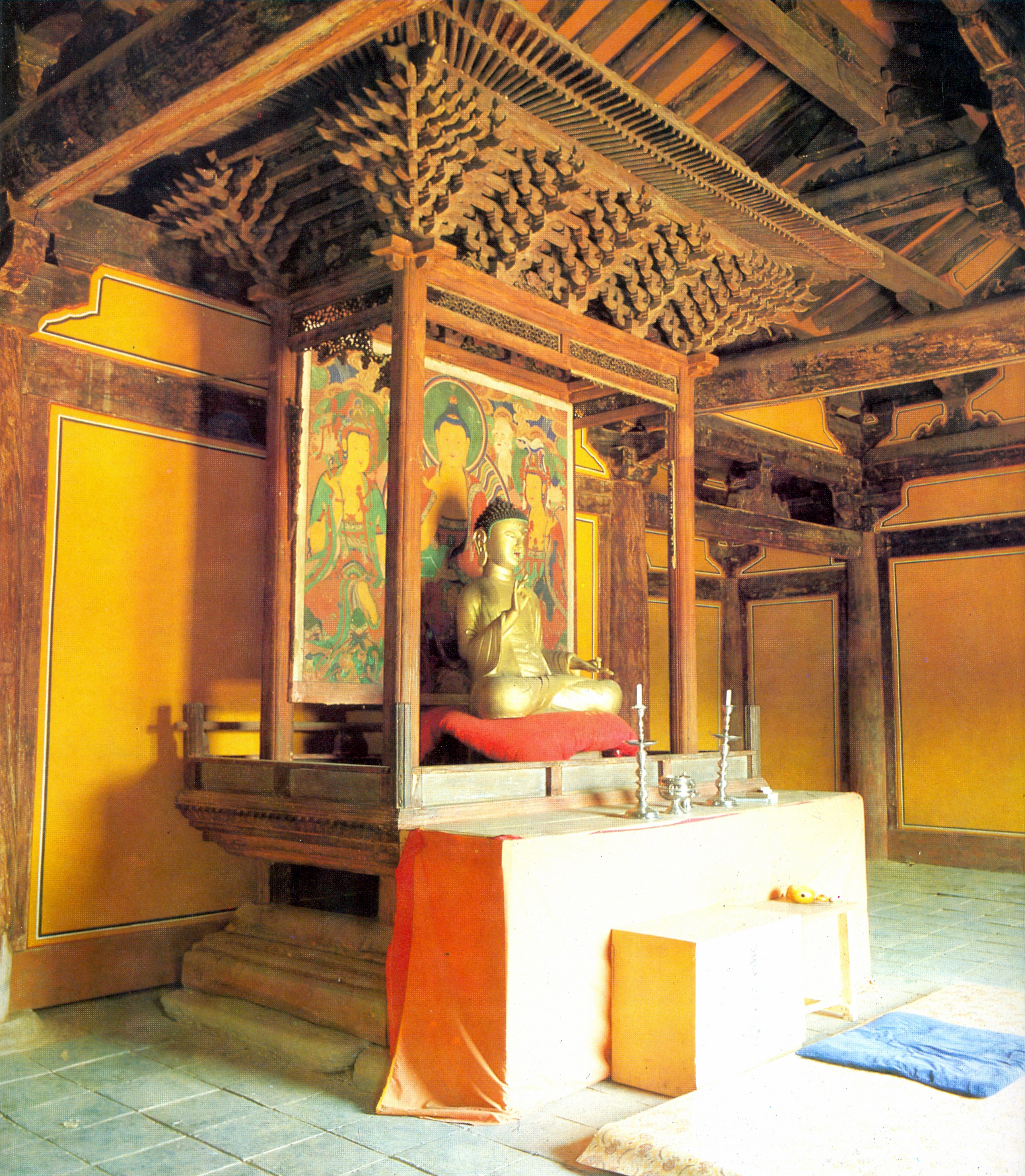
극락전 안 불단과 닷집
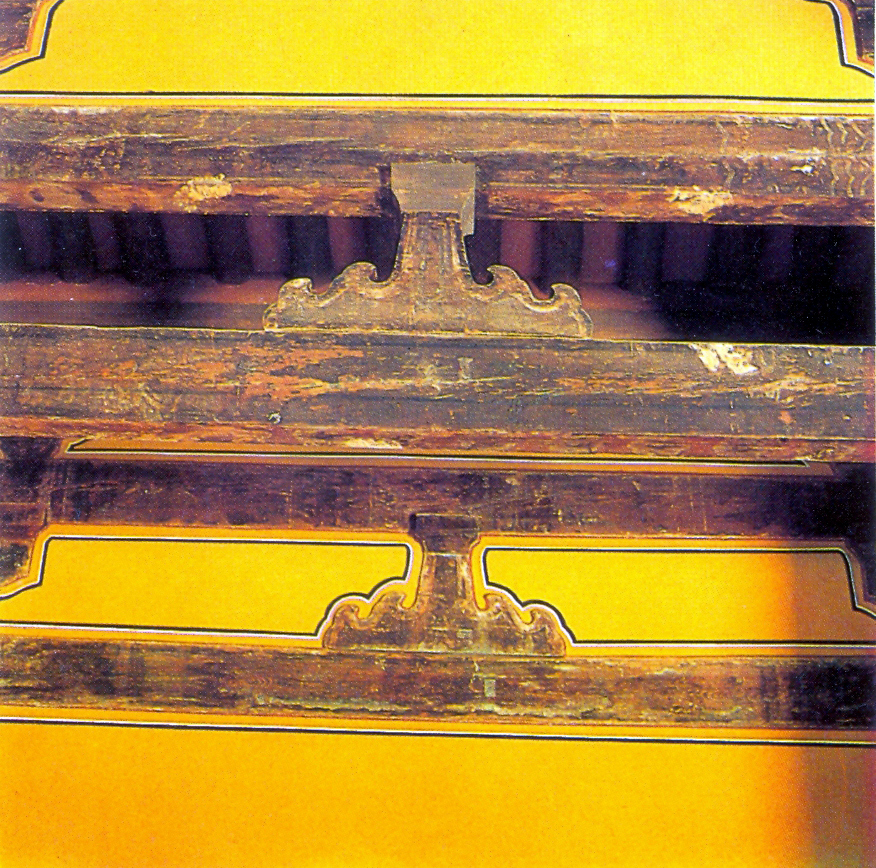
복화판 안
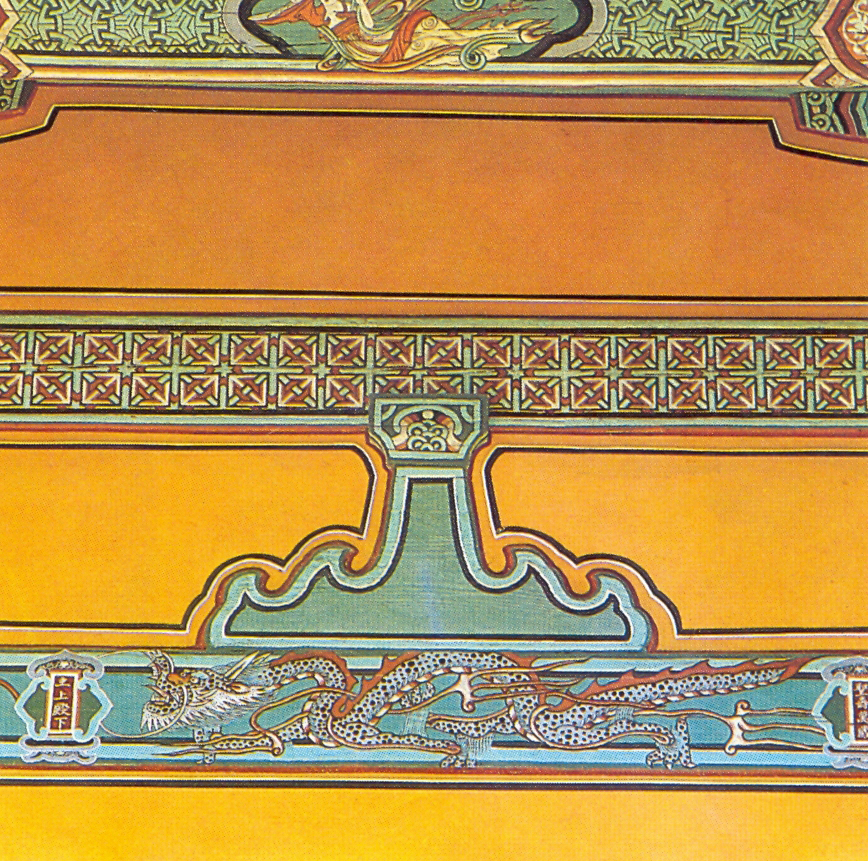
복화판 바깥
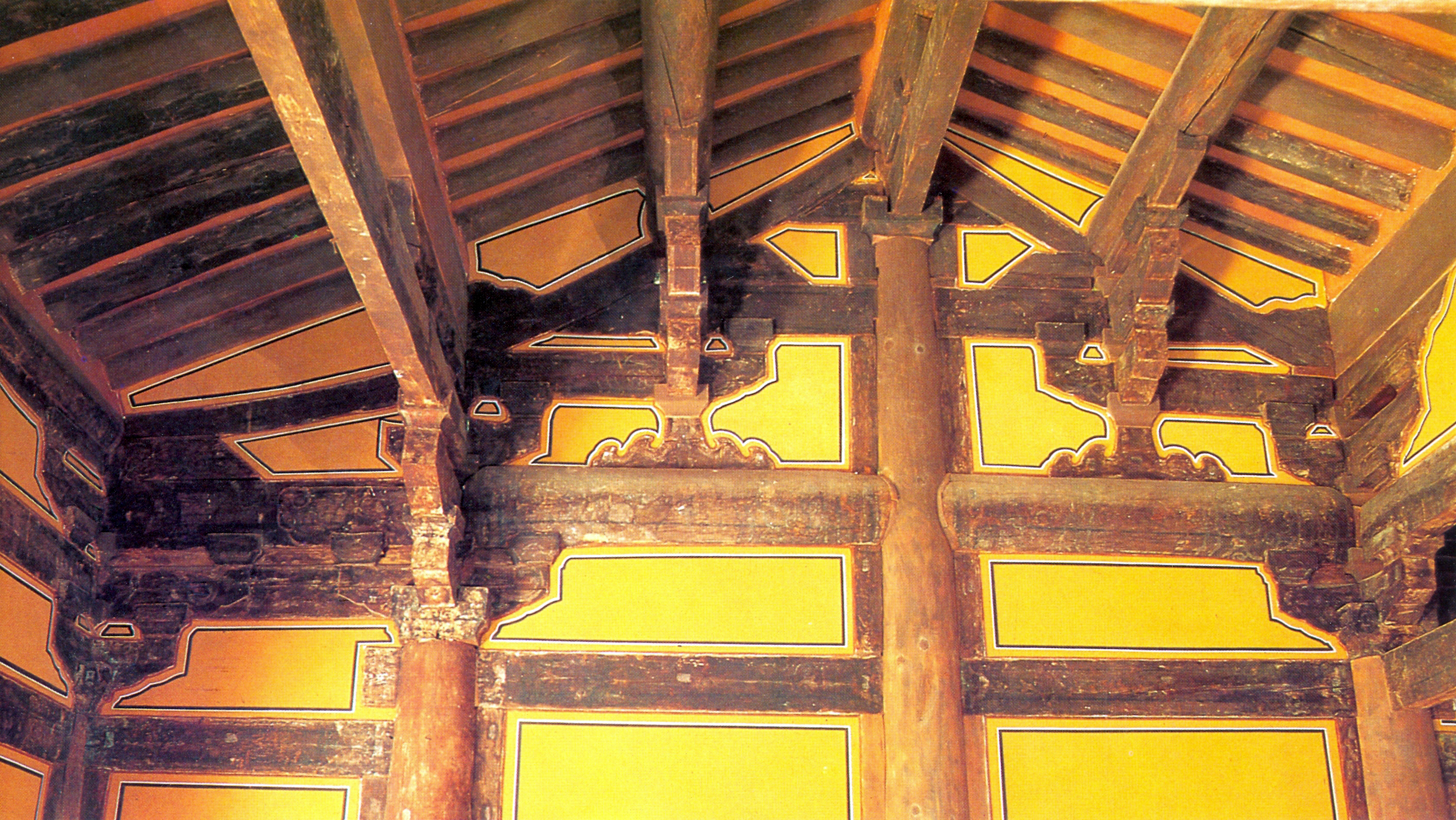
천장
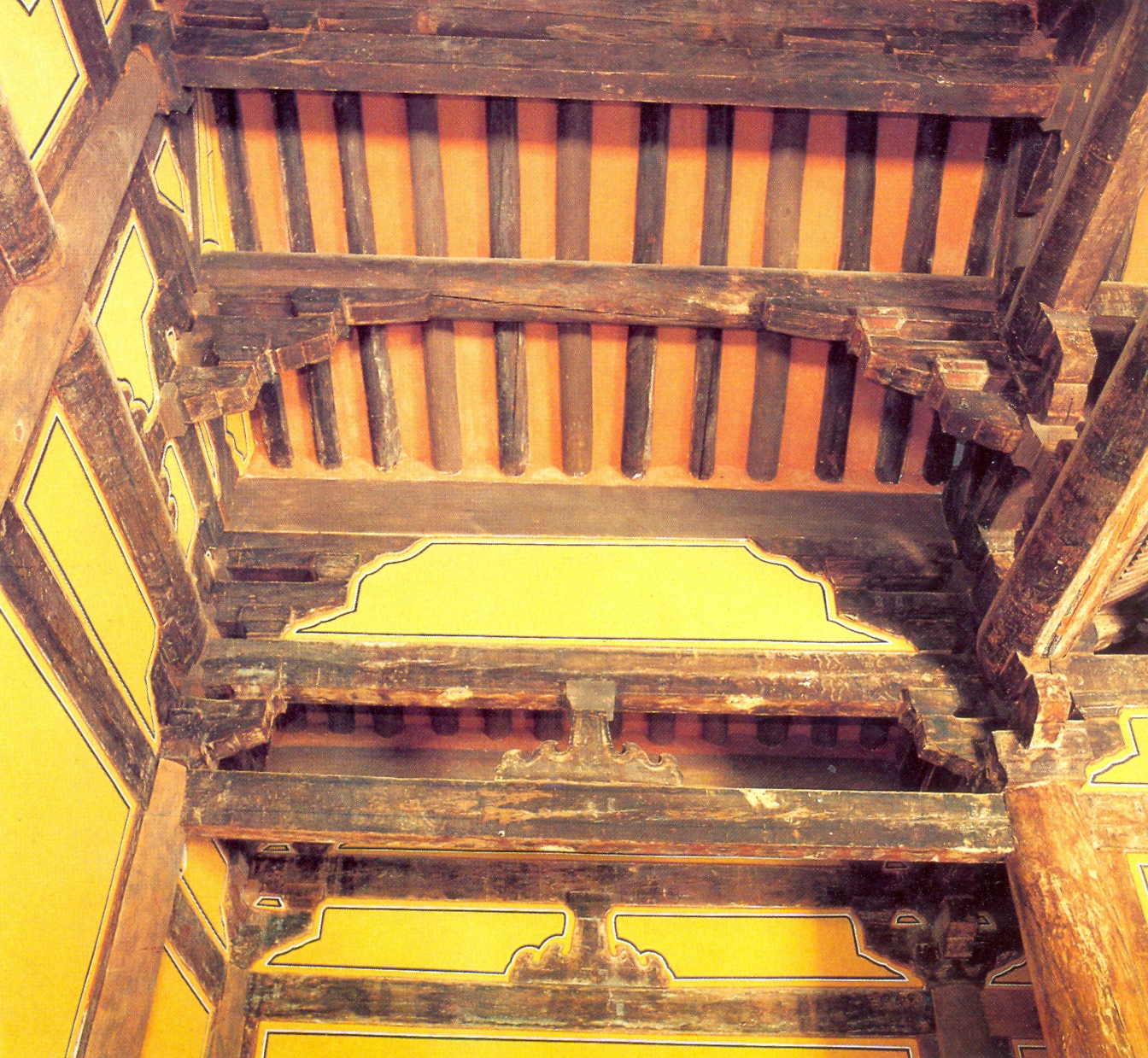
천장

## 같이 보기
- 봉정사